# Parachartergus richardsi
Parachartergus richardsi är en getingart som beskrevs av Willink 1959. Parachartergus richardsi ingår i släktet Parachartergus och familjen getingar. Inga underarter finns listade i Catalogue of Life.